# نووکرائینکا
شهر نووکرائینکا (به روسی: Новоукраїнка) در استان کیرووهراد در کشور اوکراین واقع شده‌است. جمعیت این شهر ۱۹٬۳۵۳ نفر  است.